# الجنة المفقودة
الجنة المفقودة (بالإنجليزية: Paradises Lost)‏ هي رواية خيال علمي للمؤلفة الأمريكية أورسولا لي غوين. نُشرت لأول مرة في عام 2002 كجزء من السلسلة الروائية عيد ميلاد العالم. يتم تعيينه خلال رحلة متعددة الأجيال من الأرض إلى كوكب يحتمل أن يكون صالحًا للسكن البطلين، ليو شينج ونوفا لويس، هم أعضاء من الجيل الخامس المولود على متن السفينة. نتبعهم في القصة وهم يتعاملون مع أعضاء طائفة دينية لا يؤمنون بأن السفينة تتوقف في وجهتها المقصودة. كما أنهم يواجهون أزمة ناجمة عن تغيير جذري في جدول السفينة. ومنذ ذلك الحين تم تأليف الرواية وتحويلها إلى أوبرا تحمل الاسم نفسه.
تستكشف الرواية العزلة الناجمة عن السفر إلى الفضاء، فضلاً عن موضوعات الدين واليوتوبيا. وتحتوي على عناصر من النقد البيئي، أو نقد لفكرة أن البشر منفصلون تمامًا عن بيئتهم الطبيعية. نالت الرواية والمجموعات التي نُشرت فيها إشادة كبيرة من المعلقين، بالنسبة لجيلها من إعداد السفينة وفحصها لليوتوبيا، قارنها النقاد بأعمال لي غوين الأخرى مثل «نوم نيوتن» و «التيلنج»، بالإضافة إلى أعمال جين وولف ومولي جلوس، وصف الباحث ماكس هيفن الرواية بأنها «درس تأديبي في كل من إمكانات الحرية ومخاطرها»، بينما قالت الكاتبة مارغريت أتوود إنها «تُظهر لنا عالمنا الطبيعي باعتباره الجنة المكتشفة حديثًا، وهي عالم من العجائب».

## تجهيزات
تدور أحداث الرواية حول رحلة متعددة الأجيال من الأرض إلى كوكب يحتمل أن يكون صالحًا للسكنى من قبل البشر. يُشار إلى الأرض باسم "تي تشيو"، وهو اسمها الصيني في القصة، أو باسم "ديشو"، نسخة الأطفال من نفس المصطلح: يُعرف الكوكب الجديد باسم "هسين تي تشيو" ("الأرض الجديدة"، "شينديشو"). في وصفها لإعداد القصة في مقدمتها لـ الجنة المفقودة في عام 2002، وصفت لي غوين عالمها بأنه عالم مستخدَم بشكل متكرر: "مستقبل الخيال العلمي العام والمشترك." في هذا الإصدار منه، ترسل الأرض سفنًا إلى النجوم بسرعات هي وفقًا لمعرفتنا الحالية أكثر أو أقل واقعية على الأقل يمكن تحقيقها. " حدد لي غوين رواية مولي جلوس انبهار اليوم وقصيدة هاري مارتينسون "أنيارا" كمثال لهذا المستقبل.على الرغم من وصفها أحيانًا على هذا النحو،إلا أن القصة ليست جزءًا من دورة هينيش. والعنوان هو إشارة إلى جون ميلتون قصيدة الفردوس المفقود.
بطلا القصة هما ليو شينج-5 ونوفا لويس-5 (المعروفين بأسمائهما المعطاة شينج ولويس)، مع "5" تدل على أنهما أعضاء من الجيل الخامس الذي سيولد على متن السفينة (وهو اسمه ديسكفري). يتم التحكم بدرجة عالية في بيئة المركبة الفضائية. حتى سن السابعة، يتجول جميع الأطفال عراة، مما لا يمثل أي صعوبات في السفينة حيث يتم التحكم في درجة الحرارة، وتم القضاء على جميع الكائنات الحية المسببة للأمراض. يخضع تعداد السفينة أيضًا لرقابة مشددة، حيث يبلغ عددهم حوالي 4000. يُطلب من الأفراد الحصول على حقن منع الحمل كل 25 يومًا، ما لم يكونوا على استعداد لتقديم تعهد بالعفة أو المثلية الجنسية الصارمة، أو ينوون إنجاب طفل. يتم إعادة تدوير كل المواد الموجودة على السفينة بعناية، مع عدم وجود عناصر غير أساسية تدوم أكثر من بضع سنوات، مما يخلق «بيئة ثابتة أبدية».
يشار إلى كوكب الأرض على أنه يواجه المشاكل الاجتماعية والبيئية المتوقعة في المجتمع المعاصر. قصد الجيل الذي صعد على متن السفينة أحفادهم أن يفهموا ويقيموا الوجود الأرضي، ولكن مع مرور الوقت، بدأت الكلمات والصور المرتبطة بالتواجد على كوكب تفقد معناها بالنسبة لأولئك الموجودين على متن السفينة، والذين أصبحوا يتأقلمون مع وجودهم على ظهر السفينة، وتكافح من أجل فهم دوافع جيل الصفر. على متن الاكتشاف، تم تصوير الأديان الرئيسية على الأرض على أنها فقدت معناها تدريجيًا، ولكن تم استبدالها بعبادة بليس الدينية، مع أعضاء معروفين باسم الملائكة. يعتقد أتباع الطائفة أن هدفهم في الحياة هو التغلب على صلاتهم بالوجود الأرضي. لا يرون في معتقدهم دينًا، ويعتقدون أن العالم خارج السفينة وهم. فقط الرحلة نفسها، وليس الأصل أو الوجهة، هي المهمة. النقيض من الكثير من قصص الخيال العلمي لو جوين، التي تستكشف التفاعلات بين البشر والكائنات خارج كوكب الأرض، تتعامل الشخصيات في الجنة المفقودة مع كونها «خارج الأرض» حرفيًا، أو منفصلة عن الحياة الأرضية.

## ملخص الحبكة
تبدأ الرواية بـ ليو شينج-5، عندما كانت طفلة يتم تعليمها عن الأرض من خلال استخدام أشرطة الواقع الافتراضي، وهي تجربة تستثني منها نفسها الأصغر سنًا. تطور صداقة وثيقة مع نوفا لويس-5 في سن السابعة، يُسمح للأطفال الآخرين من نفس العمر بارتداء الملابس لأول مرة؛ يتطلع شينج بشغف إلى هذا الحفل، وهو طقوس العبور على متن السفينة ديسكفري. مع تقدم الأطفال في السن، بدأ لويس في تطوير الاهتمام ببرامج الواقع الافتراضي التي تسمح للأشخاص على متن السفينة باستكشاف الكوكب الذي تركوه وراءهم. أدت الخلافات مع صديقتها روزي، عضوة بليس، إلى قيام هسينج باستكشاف فلسفة الملائكة. على الرغم من أنها تتساءل في عقلها عن الغرض من الرحلة، إلا أنها لا تتفق مع تفكير الملائكة، مما يضر في النهاية بصداقتها مع روزي. يحقق لويس أيضًا في هذه المجموعة من خلال المشاركة في بعض ممارساتهم.
عند دخولها الكلية في سن 18 تكتشف هسينج أن 4-هيروشي كانافال معلمة الملاحة، طلبت منها أن يتم وضعها مباشرة في دورة الملاحة في السنة الثانية. تُظهر شينج استعدادًا للموضوع، وفي عامها الثالث اختارت أن تجعلها مهنتها. اختار لويس أن يصبح طبيبًا، ويؤدي انفصالهما الأكاديمي إلى انفصال شينج ولويس ببطء عن بعضهما البعض. تجد هسينج نفسها منجذبة إلى هيروشي، ويبدأ الاثنان علاقة عاطفية بعد ثلاثة أيام من زفافهما أخبر هيروشي هسينج أن التركيز في عمل حياته ليس مجرد الملاحة، كما يُعتقد عمومًا، بل إخفاء سر عن بقية السفينة قبل بضع سنوات، أدى تأثير جاذبية غير متوقع إلى تسارع هائل للسفينة، مما جعلها تتقدم 40 عامًا عن الجدول الزمني المحدد؛ ومن المتوقع أن تصل إلى هسين تي تشيو في غضون خمس سنوات.
أخبر هيروشي هسينج أنه وحفنة من الحلفاء، الذين يعتقدون أن الأشخاص على متن السفينة يجب أن يتوقفوا عند هسين تي تشيو، ظلوا يخفون أخبار التسارع. يعتقدون أن إخفاء معرفة الجدول يوفر لهم سلاحًا ضد الملائكة الذين لا يرغبون في توقف السفينة على الإطلاق. أصبحت شينج طرفًا مترددًا في المؤامرة، لكنها تشعر بالأسى بسبب سريتها وما تعتبره خداعًا للأمانة، وتقنع هيروشي وحلفائه بالكشف عن المعلومات في هذه الأثناء، يحقق لويس بدقة في البرنامج التعليمي للجيل السادس على متن السفينة (الجيل المفترض أن يهبط على هسين تي تشيو) ويكتشف أن أجزاء كبيرة منها قد تم محوها أو استبدالها بالدعاية من قبل الملائكة. نجح لويس في جعل المجلس الحاكم للسفينة يبدأ تحقيقًا في التلاعب الديني ببرنامج التعليم بعد إقناع هسينج، أدلى هيروشي بتصريح عام حول الجدول الزمني الجديد للسفينة، مع إخفاء حقيقة أنه كان على علم بها لفترة من الوقت.
بعد بضعة أشهر، تم انتخاب لويس رئيسًا للمجلس الحاكم للسفينة، ويساعد في تحقيق تسوية حيث يمكن للأشخاص الموجودين على متن السفينة اختيار البقاء على متن السفينة أم لا، وكذلك اختيار ما إذا كانت السفينة ستبقى في مدار حول هسين تي تشيو. هسينج لديه طفل من هيروشي، لكن هيروشي مات بعد ذلك بقليل بسبب قصور في القلب. تمت مراجعة المناهج التعليمية للسفينة، ويطلب من جميع المدارس السماح للمعلمين الذين ليسوا ملائكة بتدريس المواد ذات الصلة بالعيش على الكوكب الجديد. ثبت أن الكوكب الجديد صالح للسكنى من قبل البشر، وحوالي ربع سكان السفينة ينتقلون إليه، ويستقرون على الرغم من صعوبة تعلم العيش على كوكب مرة أخرى، السفينة تغادر دون نية العودة.

## الشخصيات الاساسية
إن «البطلين المشاركين» في الكتاب هما ليو شينغ-5 ونوفا لويس-5. تم وصف كل من شينغ لويس على أنهما بطلين نموذجيين لأعمال لي غوين، كونهم معزولين إلى حد ما عن المجتمع الذي يعيشون فيه، بسبب فرديتهم القوية وحقيقة أنهم لا يتوافقون تمامًا مع التوقعات المجتمعية. كما هو الحال مع غيرهم من أفراد جيلهم، نشأ هسينج ولويس في بيئة خالية من الروابط الأرضية ونتيجة لذلك فهم كأطفال غير مألوفين لمصطلحات «التل» و «السماء» و «الريح». بالرغم من عدم وجود فهم لوجود الكوكب، فإن هسينج ولويس من بين الأشخاص الذين لم يقتنعوا بمعتقدات الملائكة. وبدلاً من ذلك فإنهم يشككون في هذه المعتقدات، ويرون أن الواقع موجود خارج فقاعتهم التي صنعها الإنسان، وينجذبون إلى فكرة المحفزات غير تلك التي يخلقها البشر.

### شينج
هسينج من أصل صيني وأوروبي، ويربيها والدها 4-ليو ياو، الذي يعمل مع مستعمرة النباتات في السفينة. في حين أن الطفلة شينج لديها رد فعل سلبي شديد على تسجيل الواقع الافتراضي لنمر في حديقة حيوانات، مما يدل على انفصالها التام عن الجانب «البري» للأرض، ورفضها للأشياء التي لا تعترف بإنسانيتها وفردانيتها. اختارت هسينج العيش مع ياو حتى منتصف مسيرتها الجامعية، عندما انتقلت للعيش مع 4-هيروشي كانافال، الذي تزوجته وأنجبت منه طفلًا. بينما لا يزال طفل يتطور اهتمام هسينج بكتابة الشعر، ويظهر في المدرسة الثانوية استعدادًا للفيزياء والرياضيات، الأمر الذي يجذب انتباه هيروشي. عند دخولها الكلية اختارت التعهد بالعفة بدلاً من السماح للتحكم في إيقاعات جسدها بحقنة منع الحمل. هي من بين أولئك الذين اختاروا العيش في هسين تي تشيو، مع ابنها الذي أسماه هيروشي 6-كانافال أليخو.

### لويس
يتمتع لويس بخلفية عرقية مختلطة، بما في ذلك تراث أمريكا الجنوبية والياباني والأوروبي. تربى أيضًا من قبل والده نوفا إد-4، وهو رجل توصف حياته بأنها تتمحور حول نشاطه الجنسي، وهو مختلف تمامًا عن لويس المنطوي على التفكير والانطوائي. لويس أيضًا بتجربة لا تُنسى مع أشرطة الواقع الافتراضي، على الرغم من ظهوره في سن المراهقة. يفسد لويس برنامجًا بالبقاء في الغابة التي من المفترض أن يمشي فيها، ويشاهد فقط الحياة الحيوانية من حوله. يرى قطة كبيرة مرقطة، و «مذهول» بأناقتها وحقيقة أنها تتجاهلها ببساطة. التجربة القصيرة مع «الوحشية» والاستقلال عن البشر، على الرغم من أنها جزء من برنامج من صنع الإنسان، «تثري بشكل غريب» تفكيره. في كلية لويس يدرس ليصبح طبيبًا، ويصبح مهتمًا أيضًا باستكشاف البرنامج التعليمي للأجيال القادمة. وهو ما دفعه إلى كشف محاولات الملائكة للمحو والدعاية، والمطالبة بتشكيل لجنة للتلاعب الديني. أدى دوره كموفق بعد إعلان هيروشي إلى انتخابه رئيسًا لمجلس السفينة.  النهاية اختار أيضًا العيش على هسين تي تشيو.

## ثيمات

### إكوكريتيسيزم واليوتوبيا
كتبت عالمة الأدب تونيا باين أن الفردوس المفقود هو مثال على السياسة البيئية، حيث تنتقد لي غوين فكرة أن البشر منفصلون عن بيئتهم الطبيعية. تشتمل مقدمة الرواية على البشر الذين يعيشون حياتهم بأكملها على متن سفينة في الفضاء بين النجوم، وبالتالي عليهم خلق واقع جديد لأنفسهم، وهي فكرة تم استكشافها أيضًا في قصة لي غوين القصيرة «نوم نيوتن». سكان ديسكفري أصبحوا غير قادرين على الارتباط بتمثيلات الأرض. لا يزال البعض مثل شينج ولويس، يحاولون فهم تي تشيو، مع الأخذ في الاعتبار موقفهم كجزء من سلسلة متصلة من الأشخاص المفترض أن يستعمروا كوكبًا جديدًا. بالنسبة للآخرين يأخذ هذا الواقع الجديد شكل المعتقدات الدينية لعبادة بليس. يتم تصوير هذه المعتقدات على أنها محاولة مفهومة للتكيف مع واقع رحلات الفضاء. حددت مراجعة من قبل بابليشرز ويكلي موضوعًا مشابهًا، مشتركًا في القصص الأخرى في مجموعة «عيد ميلاد العالم»، من الشخصيات التي تتصالح مع العالم الذي تعيش فيه.
يتحدى الجزء من القصة الذي تم وضعه على الأرض جديدة القارئ للتشكيك في علاقته بالأرض: تستخدم لي غوين جهل المستعمرين بالكلمات الشائعة لإظهار الافتراضات الشائعة. تنتقل شخصيات القصة من بيئة كان استمرار وجودهم فيها بالكامل تحت سيطرتهم، إلى بيئة تعتمد فيها على الرياح والمطر والشمس. يعاني المستعمرون من الصداع وأمراض أخرى بسبب حبوب اللقاح ومواد أخرى في الهواء، مما يجعل لويس يدرك اعتمادهم الكامل على الكوكب. وهكذا يشير لو جين إلى اعتماد البشر على كوكب الأرض الحقيقي. بعد مغادرة الاكتشاف من نيو إيرث، تظل القصة مع هسينج ولويس على متن سفينة هسين تي تشيو، وليس مع السفينة وفقًا لباين، يشير اختيار السرد هذا إلى أن لي غوين يرى أن اختيار شينج ولويس هو المسار الصحيح - وإن كان أكثر صعوبة - الذي يجب اتخاذه.
في نظام إيمان بليس، المساحة خارج السفينة تتساوى مع الخطر الروحي والجسدي والشر والموت. إن الفصل الذي يخلقه الملائكة بينهم وبين السطح الخارجي للسفينة يصبح أيضًا انفصالًا عن التاريخ والمستقبل وعن فنائهم. تقتبس القصة بإيجاز لاوتزه (في إشارة إليه على أنه «آذان طويلة قديمة») وتشير إلى أن سعي الملائكة للسيطرة الكاملة على بيئتهم أمر غير حكيم: إنه كوكب الأرض الجديد «الخطير» الذي يقدم الحقيقة. إمكانية المدينة الفاضلة. وفقًا للباحث إيفريت هامر، الذي كتب في مختارات تدرس عمل لي غوين، يشير الفردوس المفقود إلى أن أي محاولة لإنشاء مدينة فاضلة  مع تجاهل تاريخ الأشخاص بداخلها لا بد أن تتدهور إلى ديستوبيا. العديد من الأعمال الأخرى لها، بما في ذلك «ساحر الأرض» و «الحكي» و «العودة دائمًا إلى المنزل»، تشير أيضًا إلى أن «المستقبل الصحي ليس ممكنًا بدون ماض مفهومة بدقة».

### دين
الدين هو موضوع مهم في الفردوس المفقود. وفقًا لعالم الخيال التخميني بريان أتبيري، كانت الرواية ردًا على صعود الأصولية الدينية في الولايات المتحدة وأماكن أخرى. رد فعل لي غوين على الاتجاه داخل الأصولية المسيحية والإسلامية والهندوسية لرفض التفكير العلمي والتغيير الاجتماعي، واستخدام المعتقدات المشتركة كدرع ضد الضغط السياسي. قالت لي غوين في مقدمتها للقصة إنها لم تكن قادرة على بدء الجنة المفقودة حتى عملت في الموضوع الديني، والذي حسب كلماتها «بدأ يتشابك مع فكرة السفينة المختومة في فراغ ميت من الفضاء، مثل شرنقة مليئة بالتحول، والتحول والحياة غير المرئية: جسد الخادرة، الروح المجنحة». يعتقد أتباع بليس أنهم جزء من رحلة أبدية نحو الكمال. تتناول معتقداته على وجه التحديد الرهاب الذي يتطور في الفضاء المغلق للسفينة.  كتب أتبيري أن القصة بمثابة حكاية لدور الدين على الأرض، لكن وضع سفينة جيل يمنع «الموازي من [أن يصبح] اقتحاميًا للغاية». تستكشف القصة أيضًا سبب مقاومة بعض الشخصيات لإغراء النعيم. من خلال مناقشة خلفيتهم وتربيتهم، يقول أتيبيري، إن لي غوين يساعدنا على الإيمان بقدرتهم على اختيار واقع مادي صعب.

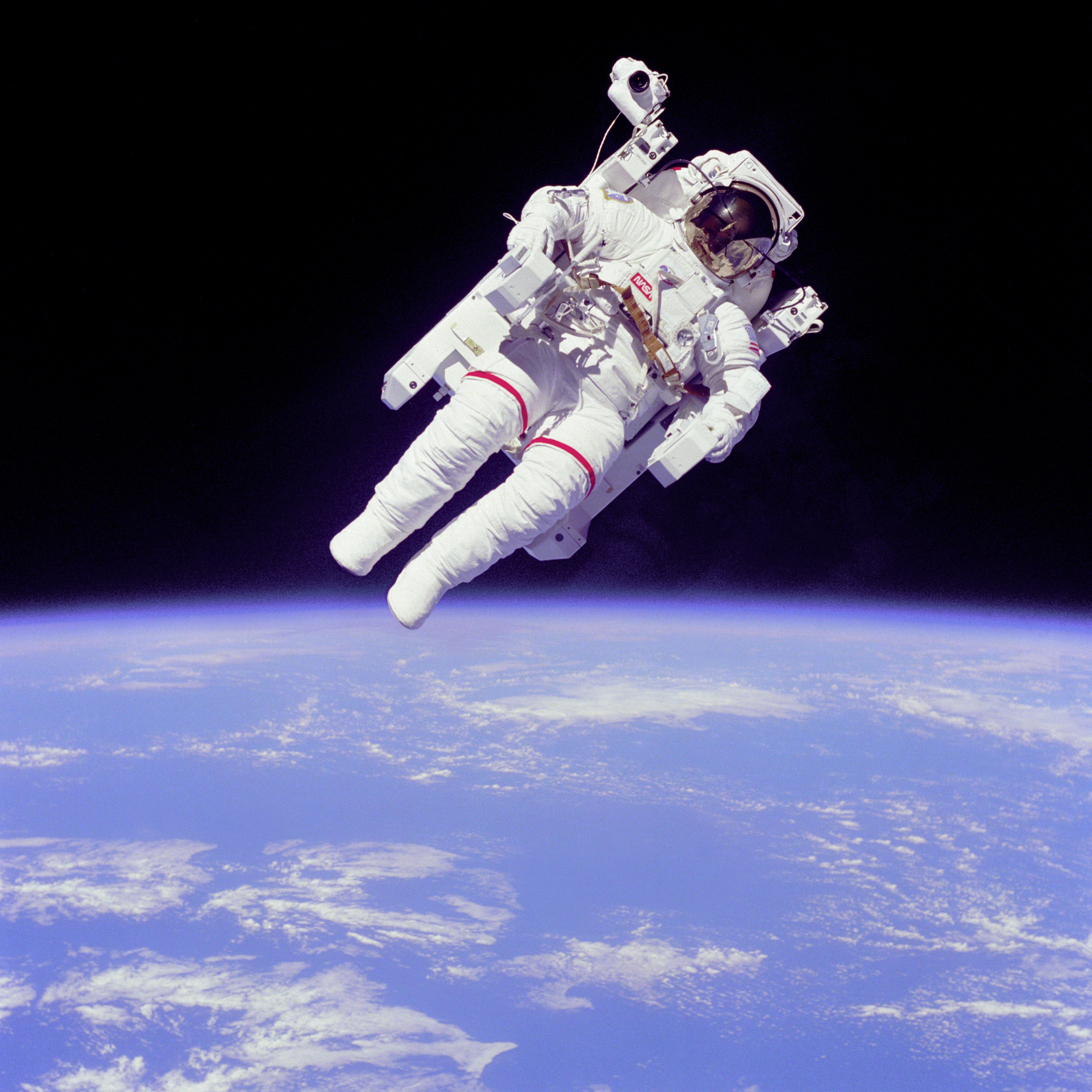
رائد فضاء يؤدي نشاط خارج المركبة. يُنظر إلى إيفا على أنها تجاوز مرتبط بالموت من قبل أتباع النعيم في الفردوس المفقود.

كتب الناقد الأدبي ريتشارد إرليش في عام 2006 أن تصوير عبادة بليس الدينية تأثر باهتمام لي غوين بالفكر الطاوي، ومثال على نقد لي غوين للمسيحية. كان استخدام الملائكة لعبارة "فرضية الكواكب" للإشارة إلى أصلهم الأرضي بمثابة حفر لطيف للأصولية المسيحية في الولايات المتحدة، مع إصرارها على أن التطور "مجرد نظرية". تشير القصة أيضًا إلى نجاح الأصوليين المسيحيين في تولي إدارة مجالس المدارس في الولايات المتحدة. يأتي النقد المباشر للمسيحية في تصوير لو جوين لعبادة بليس التي لا تحترم النساء، وكذلك الإيمان بعائلة نووية وأبوية. يتم تصوير النعيم على أنه نظام مغلق؛ يعزز الأعضاء التلاعب ببنوك بيانات السفينة لإزالة الإشارات إلى الأرض ووجهتهم، لأنهم يقدرون الاستقرار حتى لدرجة إنكار بعض معارفهم الخاصة. توجد أيضًا إشارة إلى المسيحية في كلمة لو جوين لوصف النشاط خارج السفينة: مصطلح العالم الحقيقي " النشاط خارج المركبة " أو إيفا يستخدم ككلمة واحدة "إيفا" في إشارة إلى " حواء" الكتابية: يرى الملائكة في القصة الخروج من السفينة كفعل من أعمال التعدي المرتبط بالموت.
وفقا لباين، لا ينتقد لي غوين صراحة مفهوم الدين بشكل عام، ولكن الميل داخل الدين إلى اختزال «الواقع» إلى ما يمكن احتوائه والتحكم فيه من قبل العقل البشري.  هذا «التحكم» ممكن فقط داخل البيئة التي صنعها الإنسان بالكامل على متن المركبة الفضائية، والتي يصورها لو جين على أنها تفتقر إلى عناصر من العالم الحقيقي «الغني بالنسيج»، والتي تحرم البشر من تجارب «الوحشية» التي تجعل الحياة ممتعة.  من وجهة نظر باين، تتحدى القصة الفكرة الشائعة في المجتمع الغربي، وهي أن البشر والتكنولوجيا يمكنهم حل جميع المشكلات. إنه يفعل ذلك من خلال تقديم كوكب بأكمله كنظام غير قابل للتحكم. سلطت مراجعة عام 2002 في مجلة صالون الضوء أيضًا على الموضوعات الدينية في القصة، مشيرة إلى أن لي غوين قدمت نظرة غير عادية لموضوع الدين من خلال تصوير «عبادة الملحدين» التي تغذيها النزعة إلى التوافق الديني بين البشر. الباحث ماكس هيفن أيضًا أن الفردوس المفقود أظهر حاجة الإنسان إلى الأسطورة والروحانية، والطرق التي يمكن أن تنشأ بها هياكل السلطة حتى في المجتمعات المخطط لها بقصد تجنبها. وفقًا لهايفن فإن الجيل الصفري ارتكب خطأ افتراض أنه يمكن أن يخلق مجتمعًا عقلانيًا تمامًا. بدلاً من ذلك، جلب نظام الدين الناشئ معه معايير السلوك الأبوية والإكراه.

## النشر والتحويل

### السلسلة

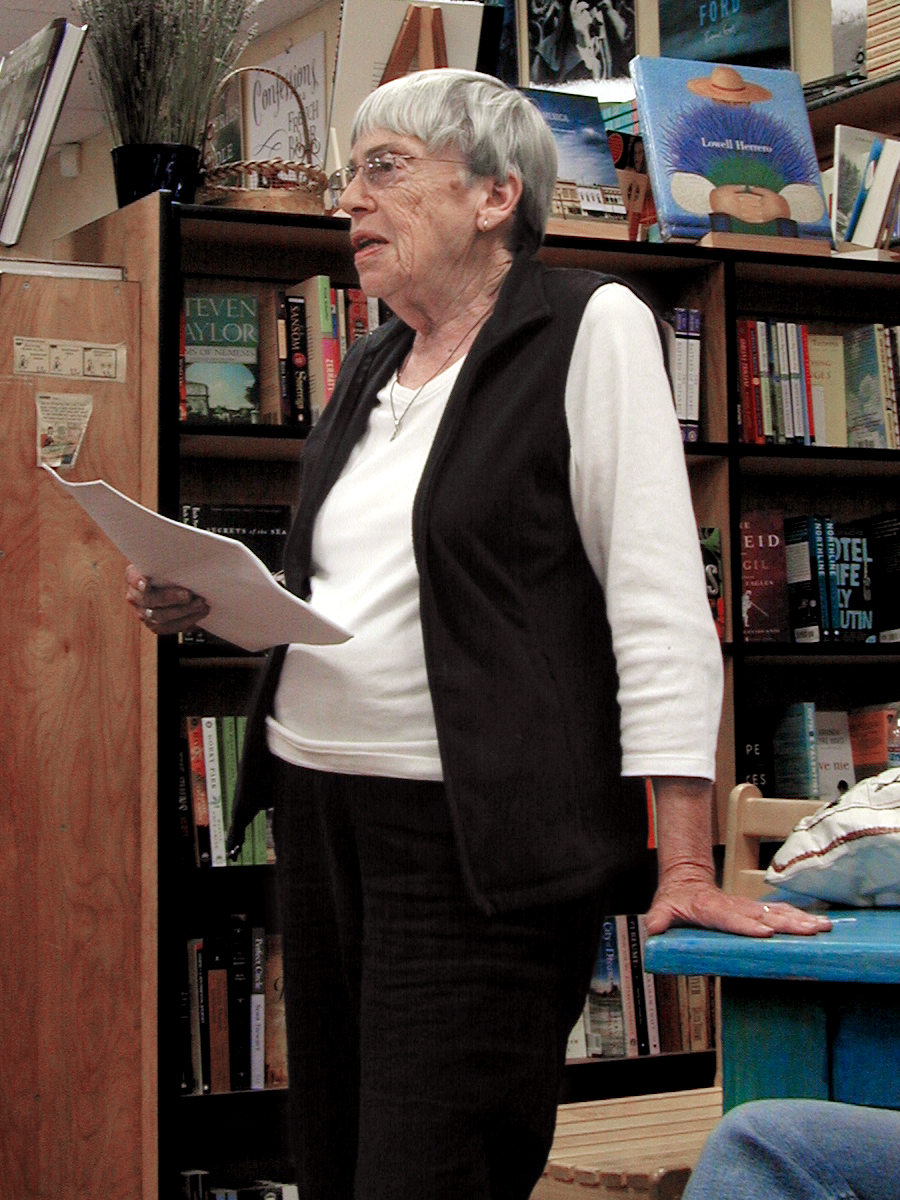
لي غوين، تعطي قراءة في عام 2008

نُشرت «الجنة المفقودة» لأول مرة كجزء من مجموعة «عيد ميلاد العالم وقصص أخرى» في عام 2002، إلى جانب سبع قصص أخرى من الفترة 1994-2000. كانت الجنة المفقودة هي القصة الأصلية الوحيدة في الكتاب: تم نشر جميع القصص الأخرى سابقًا في مكان آخر. وفقًا للباحثة ساندرا ليندو، فإن جميع الأعمال في المجموعة باستثناء «الموسيقى القديمة والعبيد» تدرس العلاقات الجنسية غير التقليدية والزواج. في حالة الفردوس المفقود، الاستنساخ الخاضع للرقابة الصارمة للأشخاص على متن السفينة. مارجريت أتوود، مع ذلك، وصفت «الترتيبات الخاصة للجنس والنشاط الجنسي» على أنها مقصورة على القصص السبع الأولى (أي باستثناء الجنة المفقودة). كتب هايفن أن عددًا من القصص في المجموعة، بما في ذلك الجنة المفقودة، و «الطرق الجبلية»، و «الموسيقى القديمة والنساء العبيد»، استكشفت الأفكار الأناركية. في عام 2016، تم إنتاج فيلم الجنة المفقودة جنبًا إلى جنب مع جميع روايات لي غوين الأخرى البالغ عددها 12 في المجلد (الموجود والمفقود)؛ تضمنت القصص الأخرى في المجموعة ثلاث روايات من الأرض وعدة قصص من دورة هينيتش. تم ترتيب القطع حسب تاريخ نشرها تقريبًا.

### أوبرا
تم تحويل الجنة المفقودة في أوبرا من قبل برنامج الأوبرا في جامعة إلينوي. قام بتأليف الأوبرا ستيفن أ. تايلور. نُسب النص المكتوب إلى كل من كيت جيل، ومارسيا جونسون. مقتبس في عام 2005، عرضت الأوبرا لأول مرة في عام 2012. وصفت لي غوين هذا الجهد بأنه «أوبرا جميلة» في مقابلة، وأعرب عن أمله في أن يلتقطها منتجون آخرون. وقالت أيضًا إنها كانت أكثر سعادة بالتكيفات على المسرح، بما في ذلك الجنة المفقودة من تعديلات الشاشة لعملها حتى الآن. ذكر مقال كتب لمؤسسة الشعر أن الأوبرا كانت «خالية من التاريخ - وحتى من الأرض - بحيث يكون لها قيودها الخاصة». وصفت المراجعة الأوبرا بأنها تجري في مكان هادئ، على عكس «الأجواء المتلألئة» لمعظم الأوبرا، ونتيجة لذلك فقد اعتمدت بشكل أكبر على الجو واللغة للحفاظ على التوتر. ذكرت مراجعة لأداء تضمن مقتطفات من الأوبرا في بورتلاند، أوريغون، أن تايلور قد أعطى الموسيقى «محركًا إيقاعيًا وصوتًا ساطعًا، مع اثنين من السوبرانو، الفلوت، سيليستا، ميتالوفون والكثير من البيتزا، والتي كانت مناسبة تمامًا للموسيقى» موضوع السفر السماوي ". وتابعت المراجعة قائلة إن الألحان الصوتية سرعان ما "اكتسبت إحساسًا بالتشابه الذي أدى إلى تقويض التوتر الدرامي للقصة.

### استقبال
وعلق استعراض لمجلد عيد ميلاد العالم في بوكليست بأنه قدم «تغييرًا في السرعة» عن بقية المجموعة، وذلك على عكس العديد من القصص الأخرى التي تدور أحداثها في الكون هينيتش «وقفت بشكل جيد من تلقاء نفسها». سوزي هانسن، التي كتبت في صالون، إن الرواية سمحت للقارئ بتخيل عملية تصميم جزء من العالم. ومضى هانسن ليقول إن الجنة المفقودة سمحت «لمهندسي الواقع» بالتفكير في أسئلة مثل كيفية تشكيل اللغة، وما هي القيود البيئية التي شكلت البشر. وصف هانسن العلاقة بين هسينج ولويس بأنها «قصة حب رائعة»، وأثنى أيضًا على توصيف بليس بأنه «تطور ملحوظ في الدين المنظم»، قائلاً إن «الصراع له منطق». كتب هايفن في عام 2015، ووصف الجنة فقدت «قصة معبرة» ووصفها بأنها «تحذير قاتم وفي الوقت المناسب» حول الأصولية الدينية، وقدرتها على تشكيل المجتمع. قارن نضال الأبطال بنضال المجتمع الأناركي النازحون (رواية)، ومضى ليقول إنه كان «درسًا تأديبيًا في كل من إمكانات ومخاطر الحرية، والحياة السرية للسلطة».
كتبت المؤلفة والناقدة الأدبية مارجريت أتوود، بمراجعة مجلد كتب نيويورك، أن الفردوس المفقود كان جزءًا من «ملاحظة التجديد» في عيد ميلاد العالم. ذكرت أتوود أنها وجدت «تحررًا من رهاب الأماكن المغلقة» في حقيقة أن لي غوين عرضت الاختيار بين نسخة من «الجنة» على متن السفينة والحياة على «ديرتبول»، لكنها انحازت إلى جانب ديرتبول. وفقًا لأتوود، عند القيام بذلك فإن الجنة المفقودة «تظهر لنا عالمنا الطبيعي باعتباره فردوسًا تم اكتشافه حديثًا، عالمًا من العجائب». تنتهي الرواية والمجموعة برقص هسينج ولويس احتفالاً بـ «الأوساخ العادية التي تحافظ عليهم بعد مغادرتهم السفينة»، وهي خاتمة أشاد أتوود بأنها «بسيطة».  كانت مراجعة في صحيفة واشنطن بوست أكثر انتقادًا، حيث قالت إنه في حين أن القصة تحتوي على العديد من «الملاحظات الحادة واللحظات الجميلة»، فإن عبادة بليس «لم تمتلك أي واقع خيالي». وعلقت قائلة: «بشكل مرتب للغاية، القصة تقوض فقط رجال القش الخاصين بها.»
ذكرت مراجعة لمجلة لوكس أن رواية «الموجود والمفقود» كانت مثالاً «بارعًا» على «وتر القوة» الكلاسيكي للقصص التي تدور أحداثها على سفن الجيل. قارن الاستعراض نغمة وفرضية القصة مع مؤلفي الخيال العلمي جين وولف وروبرت أ.هينلين،  وقالوا إنه، كما هو الحال مع أعمال لو جين الأخرى، استكشف أشكالًا متعددة من التقسيم الطبقي الاجتماعي. حظيت المجموعة ككل بثناء كبير، لا سيما على «المستوى الهائل من الموهبة وسحر الكلمات وبناء العالم» في كتابات لو جوين، ولاتخاذ نهج «غير عقائدي ومنصف» تجاه السياسة مواضيع حساسة. اقترح أتبيري أيضًا وجود أوجه تشابه بين كتاب الجنة المفقودة والرباعية كتاب الشمس الطويلة لجين وولف في مناقشتها للدين، وكذلك مع كتابة الروائية مولي جلوس.
أرجع أتيبيري الفضل إلى لي غوين، من بين أمور أخرى، في إحياء قصص جيل السفن في التسعينيات، لكنه كتب أن مؤلفيها قد حوّلوا تركيز مثل هذه القصص بعيدًا عن الأفراد نحو استكشاف العمل والمعتقدات المجتمعية. وتمنى لو جين التركيز على "الأجيال الوسطى" في مثل هذه القصص. تلك الأجيال التي عاشت رحلتهم في عزلة. وفقًا لـ أتيبيري، تمكنت لي غوين من استكشاف هذه الحياة لأن المؤلفين قبلها كتبوا عن بداية ونهاية رحلات الجيل على متن السفن. مراجعة لـ "الموجود والمفقود" في مجلة الخيال العلمي على الإنترنت تور.كوم، قارن بين الجنة المفقودة و " أسرع من الإمبراطوريات وأبطأ"، مشيرًا إلى أنه في حين تفحصت القصتان تحديات السفر بين النجوم والعزلة التي أحدثتها، كانت الاختلافات بينهما "كبيرة بقدر ما هي رائعة". ومضت قائلة إن الجنة المفقودة استكشفت مسألة العزلة في السفر إلى الفضاء بـ "التعاطف والصبر"، ووصفت القصة بأنها "تتويج المجموعة، [التي جمعت] معًا بناء المجتمع والضيق الوجودي لكل ما سبق. القصص في خاتمة آسرة ومتناقضة ". عند الحديث عن المجلد ككل، ذكر موقع تور.كوم بالقراء في موطنهم في أماكن لم يسبق لهم زيارتها، وجعل الغريب والغريب المألوف لا يزالون".